# Geuvânio
Geuvânio Santos Silva, mais conhecido como Geuvânio (Ilha das Flores, 5 de abril de 1992), é um futebolista brasileiro que atua como atacante. Atualmente está sem clube.

## Carreira

### Santos
Revelado pelo Jabaquara AC, estreou profissionalmente no Santos em 2012, quando entrou no lugar do meia Elano no empate por 1–1 contra o Fluminense em partida válida pelo Campeonato Brasileiro.
Geuvânio quase rescindiu seu contrato com o clube para assinar com o Académica de Coimbra de Portugal, mas após uma conversa com o presidente do Peixe e o empresário do jogador optaram pela permanência de Geuvânio no Santos.

### Penapolense
Em 19 de janeiro de 2013, foi emprestado para o Penapolense até o final do Campeonato Paulista. Foi na equipe de Penápolis que Geuvânio marcou seu primeiro gol como profissional, foi na vitória por 3–0 diante do São Bernardo.

### Retorno ao Santos
Após o empréstimo com o Penapolense ter encerrado, Geuvânio retornou ao Santos e foi utilizado em algumas partidas do Campeonato Brasileiro mas não tendo tanto destaque.
No ano seguinte Geuvânio marcou seu primeiro pelo Santos na goleada por 5–1 diante do Botafogo-SP em partida válida pelo Campeonato Paulista. Diante do Comercial marcou dois gols na vitória por 2–0, novamente em partida válida pelo Campeonato Paulista. Voltou a marcar dois gols novamente na goleada por 5–0 diante do Bragantino. Com toda essas atuações, Geuvânio foi um dos responsáveis por ter levado o Santos até a final do Campeonato Paulista, mas o time paulista acabou perdendo nos pênaltis para o Ituano. Todo esse destaque no Campeonato Paulista lhe rendeu o prêmio de melhor meia e de revelação da competição.
Voltou a marcar diante do Goiás no empate por 2–2 em partida válida pelo Campeonato Brasileiro. Contra o Atlético Mineiro, Geuvânio marcou um belo gol após dar um belo corte no volante Josué na derrota por 3–2 em partida válida pelo Campeonato Brasileiro.
Marcou novamente na goleada por 5–0 diante do Botafogo em partida válida pela Copa do Brasil. Mesmo conseguindo marcar seus gols no Brasileirão e na Copa do Brasil, Geuvânio não conseguiu repetir as boas atuações que realizou durante o Paulistão.
Geuvânio começou 2015 já marcando dois gols na vitória por 3–0 diante do Ituano em partida válida pelo Campeonato Paulista, sendo um desses gols um belo chute de fora da área.

### Tianjin Quanjian
No dia 20 de janeiro de 2016, o Santos aceitou uma proposta do Tianjin Quanjian, time que tinha Vanderlei Luxemburgo no comando, num contrato de 3 anos de duração, o valor pago pelo clube chinês foi de R$ 48 milhões.
No mesmo ano, foi campeão da segunda divisão do campeonato Chinês, marcando gols importantes e sendo titular indiscutível.

### Flamengo
No dia 8 de junho de 2017, o Flamengo assinou um contrato de empréstimo de 18 meses com o jogador.
Deixou o Flamengo balançando as redes apenas três vezes, em duas temporadas (41 jogos).

### Atlético Mineiro
Em 8 de março de 2019, após acertar a sua liberação com o Tianjin Quanjian, Geuvânio assinou contrato com o Atlético Mineiro até dezembro de 2019, com opção de renovação automática.
Deixou o Galo ao final do ano, após 37 partidas e marcar um gol.

### Athletico Paranaense
O Athletico Paranaense anunciou em 16 junho de 2020, a contratação de Geuvânio até dezembro de 2021.
Geovânio deixou o Athletico Paranaense, onde disputou apenas 16 partidas e marcou um gol, contra o Red Bull Bragantino, em jogo realizado na Arena da Baixada e válido pelo Campeonato Brasileiro.

### Chapecoense
Em 17 de março de 2021, foi anunciado pela Chapecoense.

### Náutico
Em 31 de maio de 2022, o Náutico oficializou o acerto com o atacante Geuvânio.
Após a derrota do Náutico por 3x0 para o Grêmio, nos Aflitos, pela Série B do Campeonato Brasileiro, onde deu um soco e quebrou a cabine do VAR, Geuvânio decidiu encerrar sua passagem pelo Timbu, ele participou de 14 partidas e marcou quatro gols.

### Ituano
O Ituano anunciou, em 13 de dezembro de 2022, a contratação de Geuvânio.
Após quatro meses, uma lesão muscular e nenhum jogo, rescindiu o contrato com o clube.

### Juventude
Geuvânio chegou ao Juventude em abril de 2023 com uma lesão muscular na coxa, que o impediu de atuar pelo Ituano no Paulistão. Depois de dois meses de recuperação, voltou a treinar normalmente, porém, antes da estreia, sofreu um novo desconforto na região e voltou ao departamento médico. Após um mês e meio, já em julho, enfim estreou pelo clube, quando atuou por 27 minutos contra o ABC, em Caxias do Sul. Na rodada seguinte, jogou por 14 minutos contra a Ponte Preta, em Campinas, mas voltou a sentir um problema muscular.

### Oeste
Após um ano parado, em janeiro de 2025, acerta com o Oeste para a disputa do Campeonato Paulista da Série A2.

### Futebol de várzea
Ainda em 2025, atuou na várzea, disputando a Super Copa Pioneer pelo Diamante, time que foi eliminado na segunda fase.

## Estatísticas
Até 18 de julho de 2021.

### Clubes
| Clube                | Temporada         | Campeonato nacional | Campeonato nacional | Campeonato nacional | Copa nacional[a] | Copa nacional[a] | Copa nacional[a] | Competições continentais[b] | Competições continentais[b] | Competições continentais[b] | Outros torneios[c] | Outros torneios[c] | Outros torneios[c] | Total | Total | Total   |
| Clube                | Temporada         | Jogos               | Gols                | Assist.             | Jogos            | Gols             | Assist.          | Jogos                       | Gols                        | Assist.                     | Jogos              | Gols               | Assist.            | Jogos | Gols  | Assist. |
| -------------------- | ----------------- | ------------------- | ------------------- | ------------------- | ---------------- | ---------------- | ---------------- | --------------------------- | --------------------------- | --------------------------- | ------------------ | ------------------ | ------------------ | ----- | ----- | ------- |
| Santos               | 2011              | 0                   | 0                   | 0                   | —                | —                | —                | —                           | —                           | —                           | —                  | —                  | —                  | 0     | 0     | 0       |
| Santos               | 2012              | 4                   | 0                   | 0                   | —                | —                | —                | —                           | —                           | —                           | —                  | —                  | —                  | 4     | 0     | 0       |
| Santos               | Total             | 4                   | 0                   | 0                   | 0                | 0                | 0                | 0                           | 0                           | 0                           | 0                  | 0                  | 0                  | 4     | 0     | 0       |
| Penapolense          | 2013              | —                   | —                   | —                   | —                | —                | —                | —                           | —                           | —                           | 11                 | 1                  | 1                  | 11    | 1     | 1       |
| Penapolense          | Total             | 0                   | 0                   | 0                   | 0                | 0                | 0                | 0                           | 0                           | 0                           | 11                 | 1                  | 1                  | 11    | 1     | 1       |
| Santos               | 2013              | 7                   | 0                   | 2                   | —                | —                | —                | —                           | —                           | —                           | —                  | —                  | —                  | 7     | 0     | 2       |
| Santos               | 2014              | 24                  | 4                   | 4                   | 6                | 3                | 2                | —                           | —                           | —                           | 18                 | 7                  | 11                 | 48    | 14    | 17      |
| Santos               | 2015              | 28                  | 6                   | 3                   | 10               | 1                | 1                | —                           | —                           | —                           | 17                 | 3                  | 1                  | 55    | 10    | 5       |
| Santos               | Total             | 59                  | 10                  | 7                   | 16               | 4                | 3                | 0                           | 0                           | 0                           | 35                 | 10                 | 12                 | 110   | 24    | 22      |
| Tianjin Quanjian     | 2016              | 29                  | 9                   | 11                  | 1                | 1                | 1                | —                           | —                           | —                           | —                  | —                  | —                  | 30    | 10    | 12      |
| Tianjin Quanjian     | 2017              | 5                   | 0                   | 0                   | 0                | 0                | 0                | —                           | —                           | —                           | —                  | —                  | —                  | 5     | 0     | 0       |
| Tianjin Quanjian     | Total             | 34                  | 9                   | 11                  | 1                | 1                | 1                | 0                           | 0                           | 0                           | 0                  | 0                  | 0                  | 35    | 10    | 12      |
| Flamengo             | 2017              | 16                  | 0                   | 0                   | —                | —                | —                | 1                           | 1                           | 1                           | 1                  | 0                  | 0                  | 18    | 1     | 1       |
| Flamengo             | 2018              | 12                  | 0                   | 0                   | 2                | 0                | 0                | 3                           | 0                           | 0                           | 6                  | 2                  | 0                  | 23    | 2     | 0       |
| Flamengo             | Total             | 28                  | 0                   | 0                   | 2                | 0                | 0                | 4                           | 1                           | 1                           | 7                  | 2                  | 0                  | 41    | 3     | 1       |
| Atlético Mineiro     | 2019              | 25                  | 0                   | 1                   | 4                | 0                | 0                | 4                           | 0                           | 0                           | 4                  | 1                  | 0                  | 37    | 1     | 1       |
| Atlético Mineiro     | Total             | 25                  | 0                   | 1                   | 4                | 0                | 0                | 4                           | 0                           | 0                           | 4                  | 1                  | 0                  | 37    | 1     | 1       |
| Athletico Paranaense | 2020              | 12                  | 1                   | 1                   | 0                | 0                | 0                | 4                           | 0                           | 0                           | —                  | —                  | —                  | 16    | 1     | 1       |
| Athletico Paranaense | Total             | 12                  | 1                   | 1                   | 0                | 0                | 0                | 4                           | 0                           | 0                           | —                  | —                  | —                  | 16    | 1     | 1       |
| Chapecoense          | 2021              | 8                   | 2                   | 0                   | 1                | 0                | 0                | —                           | —                           | —                           | 13                 | 1                  | 3                  | 22    | 3     | 3       |
| Chapecoense          | Total             | 8                   | 2                   | 0                   | 1                | 0                | 0                | —                           | —                           | —                           | 13                 | 1                  | 3                  | 22    | 3     | 3       |
| Total na carreira    | Total na carreira | 170                 | 22                  | 20                  | 24               | 5                | 4                | 12                          | 1                           | 1                           | 70                 | 15                 | 16                 | 276   | 43    | 41      |

- a. ^ Jogos da Copa do Brasil
- b. ^ Jogos da Copa Sul-Americana
- c. ^ Jogos do Campeonato Paulista e Amistoso

## Títulos
Santos
- Campeonato Paulista Sub-20: 2012

- Campeonato Paulista: 2015

Tianjin Quanjian
- Campeonato Chinês - Segunda Divisão: 2016

Flamengo
- Taça Guanabara: 2018

Athletico Paranaense
- Campeonato Paranaense: 2020

## Prêmios Individuais
- Seleção do Campeonato Paulista: 2014
- Revelação do Campeonato Paulista: 2014